# Kōichi Nakano
Kōichi Nakano (中野 浩一?, Nakano Kōichi; Kurume, 14 novembre 1955) è un ex pistard giapponese, specialista nelle gare di keirin e di velocità, di cui detiene il record assoluto di 10 campionati del mondo vinti.

## Carriera
Fu fra i maggiori protagonisti del circuito del keirin giapponese, anche se non seppe mai imporsi nel campionato mondiale. Tuttavia fu re indiscusso nella specialità principe della pista dal 1977 fino al 1986, imponendosi per lo scatto portentoso, la grinta e talvolta anche con qualche scorrettezza nelle volate.
Avendo gareggiato nel periodo in cui gli atleti professionisti erano ancora banditi dai Giochi olimpici, non vanta però alcuna partecipazione olimpica all'attivo.

## Palmarès
- 1977

Campionati del mondo, Velocità
- 1978

Campionati del mondo, Velocità
Asahi Shimbun Cup, Keirin
- 1979

Campionati del mondo, Velocità
All Star Keirin, Keirin
- 1980

Campionati del mondo, Velocità
All Star Keirin, Keirin
Asahi Shimbun Cup, Keirin
- 1981

Japan Keirin Championship, Keirin
Campionati del mondo, Velocità
Asahi Shimbun Cup, Keirin
- 1982

Campionati del mondo, Velocità
- 1983

Campionati del mondo, Velocità
Asahi Shimbun Cup, Keirin
- 1984

Campionati del mondo, Velocità
- 1985

Campionati del mondo, Velocità
Keirin Grand Prix, Keirin
- 1986

Campionati del mondo, Velocità
- 1987

Asahi Shimbun Cup, Keirin
- 1988

Yomiuri Shimbun Cup, Keirin
All Star Keirin, Keirin
- 1989

Yomiuri Shimbun Cup, Keirin

## Piazzamenti

### Competizioni mondiali
- Campionati del mondo

Monteroni 1976 - Velocità: 4º
San Cristóbal 1977 - Velocità: vincitore
Monaco di Baviera 1978 - Velocità: vincitore
Amsterdam 1979 - Velocità: vincitore
Besançon 1980 - Velocità: vincitore
Brno 1981 - Velocità: vincitore
Leicester 1982 - Velocità: vincitore
Zurigo 1983 - Velocità: vincitore
Barcellona 1984 - Velocità vincitore
Bassano del Grappa 1985 - Velocità: vincitore
Colorado Springs 1986 - Velocità: vincitore
Stoccarda 1991 - Keirin: 5º